# Сесил Роудс
Сесил Джон Роудс (на английски: Cecil John Rhodes; 5 юли 1853 г. – 26 март 1902 г.) е британски бизнесмен, минен магнат и политик в южната част на Африка, който служи като министър-председател на Капската колония от 1890 до 1896 г.
Бидейки пламенен поддръжник на британския империализъм, Роудс и неговата Британска южноафриканска компания основават южноафриканската територия Родезия (по-късно разделена на Северна Родезия, днес Замбия, и Южна Родезия, днес Зимбабве), която компанията нарича на негово име през 1895 г. На него е кръстен и университетът Роудс в ЮАР. Роудс полага множество усилия за прокарване на идеята си за железница от Капската колония до Кайро през британска територия.
Една от основните мотивации на Роудс в политиката и бизнеса е неговото отявлено схващане, че англо-саксонците са „първата раса на света“. Под логиката, че колкото „повече от света е населена от тях, толкова по-добре за човешката раса“ той подкрепя активното заселническо колонизиране и реформа на Британската империя, така че всеки неин компонент да е самоуправляващ се и да бъде представян от един парламент в Лондон. Амбиции като тези, съпоставени с неговите политики спрямо коренните африканци в Капската колония (той описва чернокожото население на държавата като „варварско“), карат критиците да го характеризират като бял супремацист и „архитект на апартейда“.
Според някои историци, Роудс е „интегрална част от империалистичната история в Южна Африка, както например е Джордж Вашингтон в неговата епоха от историята на САЩ“. Историографията по темата, според историка Ричард МакФарлейн, може да бъде разглеждана в две категории: като шовинистично одобрение или като пълно злословене.

## Биография
Сесил Роудс се ражда на 5 юли 1853 г. в Бишопс Стортфорд, графство Хартфордшър. Той е пето дете на англиканския викарий Уилям Роудс и жена му Луиза Роудс. Когато е на 9 години постъпва в местното граматическо училище, но поради влошено здраве (развива астма) е принуден през 1869 г. да го изостави и да се обучава вкъщи. Баща му решава, че за сина му би било по-добре, ако го изпрати на място с по-благоприятен климат. Братът на Сесил Хърбърт по това време е плантатор в колонията Натал и след 70-дневно пътешествие Сесил пристига в Южна Африка на 1 септември 1870 г., за да помага на брат си да отглежда памук.

### Южна Африка
Местата, на които Хърбърт разполага плантациите си, се оказват неподходящи за памук и през 1871 г. братята заминават за Кимбърли в търсене на диаманти. В течение на следващите 17 години те успяват да купят всички малки мини в района.
През 1873 г. Сесил оставя ръководството на своя партньор Чарлс Ръд и се връща в Англия за да продължи образованието си. Постъпва в Оксфордския университет, но учи там само един семестър, като през това време успява да се присъедини към масонска ложа. Макар първоначално да не харесва организацията, той остава масон до края на живота си. През 1874 – 1875 г. добивът на диаманти търпи упадък, но Ръд и завърналият се в Южна Африка Роудс вярват, че в по-дълбоките земни слоеве трябва да има повече диаманти. Голям проблем представлява водата, наводняваща дълбоките находища, и Роудс и Ръд сключват договори за отводняване на трите основни мини.
През 1876 г. Сесил Роудс се връща в Оксфорд, за да продължи образованието си. Той е силно впечатлен от лекциите на Джон Ръскин, които пораждат идеалите за британски империализъм.
След като завършва обучението си и се връща в Южна Африка, Сесил е избран за член на парламента на Капската колония в бурския град Бъркли Уест. Той остава член на парламента до смъртта си.
На 13 март 1888 г. Сесил Роудс и Чарлс Ръд основава диамантената компания De Beers. Един от партньорите и президентите на компанията става неговият бивш конкурент Барни Барнато. След като Ръд успява да получи концесия от Лобенгула (крал на народа ндебеле), през 1889 г. Роудс успява да получи за своята Британска южноафриканска компания кралска харта, позволяваща му да получава концесии, да сключва договори и да управлява земи от река Лимпопо до Големите африкански езера.
През 1890 г. Роудс става министър-председател на Капската колония. Той използва положението си, за да създаде закони, стимулиращи разработването на находищата на полезни изкопаеми. Печалбите от бизнеса му позволяват да води империалистическа политика за разширяване на британските владения в Южна Африка независимо от правителството в Лондон. Това обаче се оказва нож с две остриета, тъй като го противопоставя с много хора във Великобритания, както и с британските мисионери, които застават на страната на Лондон, като по-етично. През 1894 г. парламентът на Капската колония приема закон, предложен от Роудс, принуждаващ хората от народа кхоса да търсят работа по плантации или в промишлеността. Инвестирайки в повече находища, които взема на концесия от местните владетели, той засилва британското влияние, което пречи на германците, португалците и бурите да се установят в южно-централните части на Африка.
Амбшциозният план на Роудс за създаването на непрекъснат пояс на британски владения в Африка „от Кайро до Кейптаун“ е възпрепятстван от наличието на независими бурски републики – Оранжевата свободна държава и Южноафриканска република (Трансваал), затова през 1895 г. той финансира рейда на Джеймсън, който има за цел да доведе британско господство в тези държави. Набегът обаче е неуспешен. През 1896 г. Роудс е принуден да подаде оставка от поста на министър-председател на Капската колония. В края на краищата Германия и Белгия се оказват основните пречки по осъществяване на британска линия от Кейптаун до Кайро, поне докато британците на завземат Танганика от германците.
Когато започва Втората англо-бурска война (1899 – 1902 г.), Роудс заминава за Кимбърли и се опитва да наложи на военните своя план на действие. Въпреки че военните отказват да му се подчинят, компанията на Роудс оказва всякакъв вид помощ за подготовката на града за обсада. По времето на обсадата на Кимбърли Роудс използва своето влияние в политически кръгове, за да накара британските военни по-бързо да я свалят, което е дори в ущърб на действията по другите участъци на фронта.

### Личен живот
Роудс никога не се оженва, като обяснява, че има прекалено много работа и че не би бил добър съпруг. Според някои учени, той е бил хомосексуален, за което свидетелстват множеството му близки връзки с мъже, които влияят на емоциите му.
През последните си години Роудс е преследван от полската принцеса Екатерина Радзивил. Тя лъже, че е сгодена за Роудс или че имат любовна афера. Тя го моли да се оженят, но той отказва. В резултат, тя го обвинява в кредитна измама, след което се стига до съд. Обвиненията ѝ по-късно са доказани за лъжливи. През 1918 г. Екатерина написва книга за Роудс, озаглавена „Сесил Роудс: Човек и създател на империи“.

### Смърт
Въпреки че Роудс е водеща политическа фигура в Южна Африка, той търпи здравословни проблеми с белите дробове и сърцето през целия си живот. Пристигайки в Кимбърли здравето му леко се подобрява, но след като прехвърля 40-годишна възраст проблемите му със сърцето се влошават още повече. Умира на 26 март 1902 г. (48 г.) от сърдечна недостатъчност.
Правителството организира пътешествие с влак от Кейптаун до Родезия, като погребалният влак спира на всяка спирка, така че да могат всички в траур да отдадат почит. Днес гробът му се намира в националния парк Матобо в Зимбабве.
Със завещанието си създава стипендия „Роудс“, която става първата в света международна програма за обучение. Стипендията дава възможност на студенти от територии под британско управление или по-рано под британско управление и от Германия да учат в Оксфордския университет. Целите на Роудс са насърчаване на лидерството, белязано от обществения дух и добрия характер, и да „правят война невъзможна“ чрез насърчаване на приятелството между великите сили.